# کامرن
کامرن (به آلمانی: Kamern) یک شهر در آلمان است که در Stendal واقع شده‌است. کامرن ۱٬۳۳۶ نفر جمعیت دارد.